# 大和住販
大和住販株式会社(だいわじゅうはん、英称:Daiwajuhan Co., Ltd.)は、
神奈川県横浜市神奈川区橋本町2丁目1-30「に本社を置く不動産会社である。不動産情報誌＆WEB（フリーペーパー）「ホームガイド」の発行も手がける。「だいわじゅうはん♪」というキャッチフレーズはFMヨコハマでも馴染みがある。

## 概要
新築一戸建・中古一戸建・土地・マンションの不動産仲介や一戸建・土地の分譲事業、建築・リフォーム事業、伊豆高原を中心としたリゾート分譲事業などを行う。

## 分譲住宅地
- ヒルズタウン六浦
- パークタウン白楽
- ヒルズタウン綱島台
- 東逗子駅宅地分譲
- 新築分譲住宅地青葉台
- ヒルズタウン洋光台
- ヒルズタウン本郷台

## スポンサー番組
ラジオ番組
FMヨコハマ：大和住販 presents VIEW OF MY TOWN （2010年4月 - 2012年3月）
出演　藤田優一